# Queen's Club Championships 2001 - Qualificazioni doppio
Le qualificazioni del doppio ai Queen's Club Championships 2001 sono state un torneo di tennis preliminare per accedere alla fase finale della manifestazione. I vincitori dell'ultimo turno sono entrati di diritto nel tabellone principale. In caso di ritiro di uno o più giocatori aventi diritto a questi sono subentrati i lucky loser, ossia i giocatori che hanno perso nell'ultimo turno ma che avevano una classifica più alta rispetto agli altri partecipanti che avevano comunque perso nel turno finale.
Le qualificazioni del doppio del torneo Queen's Club Championships 2001 prevedevano 8 coppie partecipanti di cui 2 sono entrate nel tabellone principale.

## Teste di serie
1. Jan Siemerink /  Peter Tramacchi (primo turno)
2. Devin Bowen /  André Sá (primo turno)

1. Jeff Coetzee /  Kevin Kim (primo turno)
2. Lorenzo Manta /  Marc Rosset (primo turno)

## Qualificati
1. Jonathan Erlich  /   Andy Ram

1. Eric Taino  /   David Wheaton

## Tabellone

### Legenda
| - Q = Qualificato - WC = Wild card - LL = Lucky loser | - ALT = Alternate - SE = Special Exempt - PR = Protected Ranking | - w/o = Walkover - r = Ritirato - d = Squalificato |

### Sezione 1
|  | Primo turno | Primo turno                   | Primo turno              | Primo turno | Primo turno |  |  | Ultimo turno             | Ultimo turno             | Ultimo turno             | Ultimo turno | Ultimo turno |  |
|  |             |                               |                          |             |             |  |  |                          |                          |                          |              |              |  |
|  |             | James Blake Mardy Fish        | 6                        | 3           | 6           |  |  |                          |                          |                          |              |              |  |
|  | 1           | Jan Siemerink Peter Tramacchi | 3                        | 6           | 4           |  |  | James Blake Mardy Fish   | James Blake Mardy Fish   | James Blake Mardy Fish   | 64           | 1            |  |
|  |             | Jonathan Erlich Andy Ram      | Jonathan Erlich Andy Ram | 7           | 7           |  |  | Jonathan Erlich Andy Ram | Jonathan Erlich Andy Ram | Jonathan Erlich Andy Ram | 7            | 6            |  |
|  | 3           | Jeff Coetzee Kevin Kim        | Jeff Coetzee Kevin Kim   | 68          | 65          |  |  |                          |                          |                          |              |              |  |

### Sezione 2
|  | Primo turno | Primo turno               | Primo turno              | Primo turno | Primo turno |  |  | Ultimo turno              | Ultimo turno              | Ultimo turno              | Ultimo turno | Ultimo turno |  |
|  |             |                           |                          |             |             |  |  |                           |                           |                           |              |              |  |
|  |             | Eric Taino David Wheaton  | Eric Taino David Wheaton | 6           | 6           |  |  |                           |                           |                           |              |              |  |
|  | 2           | Devin Bowen André Sá      | Devin Bowen André Sá     | 3           | 4           |  |  | Eric Taino David Wheaton  | Eric Taino David Wheaton  | Eric Taino David Wheaton  | 6            | 6            |  |
|  |             | George Bastl Kyle Spencer | 62                       | 6           | 6           |  |  | George Bastl Kyle Spencer | George Bastl Kyle Spencer | George Bastl Kyle Spencer | 2            | 3            |  |
|  | 4           | Lorenzo Manta Marc Rosset | 7                        | 4           | 4           |  |  |                           |                           |                           |              |              |  |